# Ong (Nebraska)
Ong ist ein Dorf (Village) im Clay County im Süden von Nebraska, Vereinigte Staaten. Das U.S. Census Bureau hat bei der Volkszählung 2020 eine Einwohnerzahl von 49 ermittelt.

## Geschichte
Ong wurde 1886 gegründet, als die Burlington and Missouri River Railroad ihr Streckennetz durch dieses Gebiet erweiterte. Namensgeber war der Richter Joseph Eli Ong. Das erste Postamt eröffnete 1886 und im Sommer 1888 baute man die erste Kirche (Presbyterian Church).

## Geografie
Das Dorf liegt im Südosten des Countys, an der Grenze zum Fillmore County. Die nächstgelegenen größeren Städte sind Hastings (64 km nordwestlich) und York (68 km nordöstlich).

## Verkehr
Der Ort ist vom Norden über den Nebraska Highway 74 zu erreichen, der in unmittelbarer Nähe vorbeiführt.
Der nächstgelegene Flugplatz ist der Hastings Municipal Airport.